# Jamie Walters
James Leland Walters Jr., född 13 juni 1969 i Boston, Massachusetts, är en amerikansk skådespelare och musiker. Mest känd för rollen som Ray Pruit i Beverly Hills 90210. Hade även en medelstor hit i Sverige med låten Hold on.

## Filmografi (urval)
- 1992 Höjdarna - Alex O'Brien
- 1994 Beverly Hills 90210 - Ray Pruit

## Album (urval)
- 1994 Jamie Walters
- 1997 Ride